# 쉬뒤를란드
쉬뒤를란드(아이슬란드어: Suðurland)는 아이슬란드의 8지역 중 하나로 남쪽에 있다. 인구는 2007년 기준으로 23,311명이다. 이 지역의 가장 큰 도시는 셀포스로 약 6000명이 살고 있다.

## 같이 보기
- 아이슬란드의 지역